# Gravitáció (film, 2013)
A Gravitáció (eredeti cím: Gravity) 2013-ban bemutatott angol-amerikai filmdráma, sci-fi. Rendezője és egyik forgatókönyvírója a mexikói Alfonso Cuarón. A főszerepekben Sandra Bullock és George Clooney láthatók, akiket a houstoni űrközpontból Ed Harris hangja irányít.
A film premierjére 2013. augusztus 28-án, a Velencei Nemzetközi Filmfesztiválon került sor, Magyarországon 2013. október 3-án mutatták be.

## Cselekménye
A Hubble űrteleszkópon végez munkát Dr. Ryan Stone, miközben Matt Kowalsky egy új, az űrruhában való navigálást lehetővé tevő jetpacket próbál ki. Eközben az oroszok megsemmisítik egy kiöregedett műholdjukat, melynek darabjai további műholdakat találnak el, lavinaszerű száguldó űrszeméthalmazt létrehozva. A kialakult száguldó lavina keresztezi a csapat űrsiklójának a pályáját, teljesen használhatatlanná téve azt és megölve három embert. A két űrhajós, a zöldfülű Dr. Stone és az öreg űrcowboy, Kowalsky elszakadnak a siklótól, hogy a kísérleti jetpackkel új menedéket találjanak a végtelen világűrben.
A levegőjük és a jetpack hajtóanyaga vészesen fogy, egymáshoz kapcsolva keresik a menekülési lehetőséget. A földi irányítással a kapcsolatuk megszakad, a távközlési műholdak nem működnek. Kowalsky vezeti a kétfős csapatot, tapasztalata és tudása jól jön a szorult helyzetben, talán ez a menekülés kulcsa.
Már látják küzdelmük végét, mikor Kowalsky a már kimerült jetpackkel a hátán elszakad az ISS-be kapaszkodó Dr. Stone-tól. Stone, a Kowalskytól hallott történetek és tanácsok birtokában próbálja megkeresni a hazavezető utat, ám levegője fogytán. Az ISS felé közeledik a száguldó törmeléklavina, lehet, hogy hiábavaló volt minden kísérlet.
Dr. Stone az egyetlen túlélő az incidens során, és épségben visszatér a Földre.

## Szereplők
| Színész          | Szerep                                      | Magyar hang  |
| ---------------- | ------------------------------------------- | ------------ |
| Sandra Bullock   | Dr. Ryan Stone                              | Für Anikó    |
| George Clooney   | Matt Kowalsky                               | Kőszegi Ákos |
| Ed Harris        | a houstoni űrközpont repülésvezetője (hang) | Epres Attila |
| Basher Savage    | a Nemzetközi Űrállomás kapitánya (hang)     | –            |
| Amy Warren       | az Explorer kapitánya (hang)                | Nyakó Júlia  |
| Phaldut Sharma   | Shariff Dasari (hang)                       | Dévai Balázs |
| Orto Ignatiussen | Aningaaq (hang)                             | –            |

## Díjak és jelölések
A filmet eddig 83 díjra jelölték és 68-at nyert meg.
A fontosabb díjak és jelölések:
- Golden Globe-díj (2014) 
  - díj: legjobb rendező: Alfonso Cuarón
  - jelölés: legjobb eredeti filmzene: Steven Price
  - jelölés: legjobb színésznő – drámai kategória: Sandra Bullock
  - jelölés: legjobb film – drámai kategória
- Oscar-díj (2014) 
  - díj: legjobb rendező: Alfonso Cuarón
  - díj: legjobb operatőri munka: Emmanuel Lubezki
  - díj: legjobb vágás
  - díj: legjobb filmzene
  - díj: legjobb hangvágás
  - díj: legjobb hangkeverés
  - díj: legjobb vizuális trükk
  - jelölés: legjobb film: Alfonso Cuarón, David Heyman
  - jelölés: legjobb női főszereplő: Sandra Bullock
  - jelölés: legjobb látványterv
- César-díj (2014)
  - jelölés: Legjobb külföldi film